# Émilienne Malfatto
Émilienne Malfatto est une auteure, photojournaliste et photographe documentaire indépendante française née en 1989.
Elle est lauréate du prix Goncourt du premier roman 2021 pour son livre Que sur toi se lamente le Tigre et du prix Albert-Londres pour Les serpents viendront pour toi : une histoire colombienne.

## Biographie
Émilienne Malfatto nait en 1989. Elle étudie en Colombie et en France où elle est diplômée de l'école de journalisme de l'Institut d'études politiques de Paris.
Elle commence sa carrière au quotidien colombien El Espectador à Bogota, puis travaille pendant huit mois au bureau de l'Agence France-Presse (AFP) au Moyen-Orient. 
En 2013, elle travaille au bureau Moyen-Orient-Afrique du Nord basé à Chypre et se rend en Irak, alors en guerre[réf. nécessaire]. 
En 2015, elle se poste à Bodrum en Turquie pour rencontrer les candidats à l'exil et en tire Dernière escale avant la mer, un reportage récompensé par le prix France Info-XXI.
En janvier 2020, elle se rend à Bagdad pour couvrir la thawra, la révolution irakienne pour le Washington Post. Ses photos sont exposées au festival Visa pour l'image de Perpignan : Irak : Cent jours de thawra.
En septembre 2020, elle publie son premier roman, Que sur toi se lamente le Tigre. Dans un style simple et percutant, elle raconte la dernière journée d'une jeune femme irakienne qui va être tuée par son frère parce qu'elle est enceinte hors mariage,. Publié par Elyzad, une maison d'édition basée à Tunis, le roman se fait remarquer en recevant la mention spéciale des lecteurs du prix Hors Concours 2020. Finaliste du prix Régine-Deforges, Émilienne Malfatto est récompensée en 2021 par le prix Goncourt du premier roman.
En juin 2021, elle publie un essai d'investigation, Les serpents viendront pour toi : une histoire colombienne, dans lequel elle s'intéresse aux disparitions de leaders sociaux en Colombie en enquêtant sur l'assassinat de Maritza, mère de six enfants qui habitait une ferme de montagne. L'ouvrage, publié aux éditions Les Arènes, est retenu dans la présélection du prix Albert-Londres qu’elle obtient le 15 novembre 2021. En 2022, elle présente son livre Le colonel ne dort pas dans l' émission La Grande Librairie sur France 5.

## Publications
- Que sur toi se lamente le Tigre : roman, éditions Elyzad, 2020 (ISBN 978-9973-58-122-8 et 9973-58-122-9, OCLC 1191811456, lire en ligne).
- Les serpents viendront pour toi : une histoire colombienne, Les Arènes, 2021 (ISBN 979-10-375-0409-8, OCLC 1260142743, lire en ligne).
- Le colonel ne dort pas, Éditions du sous-sol, 2022, 112 p.,  (ISBN 9782364686649).
- L'absence est une femme aux cheveux noirs, avec Rafaël Roa pour les photographies, Éditions du sous-sol, 2024, 192 p.,  (ISBN 9782364687738).

## Expositions majeures
- 2020 : Festival Visa pour l'image (Perpignan, France) : Irak : Cent jours de thawra[4]
- 2020 : Photo Schweiz (Zürich, Suisse) : Fallen Angels
- 2021 : Festival Les Femmes s'exposent (Houlgate, France) : Le dernier Eden[10]
- 2021 : Zoom Photo Festival (Saguenay, Canada) : Fallen Angels[11]

## Prix et distinctions
- 2015 : Prix France Info-Revue XXI pour Dernière escale avant la mer
- 2019 : Grand prix de la photographie documentaire de l’IAFOR pour Al-Banaat
- 2020 : Mention spéciale des lecteurs du prix Hors Concours pour Que sur toi se lamente le Tigre
- 2020 : Finaliste du prix Régine-Deforges pour Que sur toi se lamente le Tigre
- 2021 : Prix Goncourt du premier roman, Prix du roman métis des lecteurs et Prix des lecteurs de la médiathèque de Saint-Renan pour Que sur toi se lamente le Tigre
- 2021 : Prix Albert-Londres pour Les serpents viendront pour toi : une histoire colombienne[3]